# Till Death Unites Us
Till Death Unites Us è il quarto full-length della band melodic death metal Norther.

La versione giapponese di questo album contiene le tracce bonus Day Zero, YDKS, Hellhole, Thorn e Chasm (Remix).

Questo è l'ultimo album della band che vede alla batteria Toni Hallio (sostituito poi da Heikki Saari).

## Tracce
1. Throwing My Life Away
2. Drowning
3. Norther
4. Everything
5. Evil Ladies
6. Omen
7. Scream
8. Fuck You
9. Alone in the End
10. Die
11. Wasted Years
12. The End of Our Lives

## Formazione
- Petri Lindroos - voce death, chitarra
- Kristian Ranta - chitarra, voce
- Jukka Koskinen -Basso
- Tuomas Planman - tastiere
- Toni Hallio - batteria